# فيليكس كوفمان
فيليكس كوفمان (بالألمانية: Felix Kaufmann)‏ هو فيلسوف ومحامي نمساوي، ولد في 4 يوليو 1895 في فيينا في النمسا، وتوفي في 23 ديسمبر 1949 في نيويورك في الولايات المتحدة.